# César Riario
César Riario (Roma, 24 de agosto de 1480 - Padua, diciembre de 1540), eclesiástico italiano, obispo de Málaga y de Pisa y Patriarca de Alejandría.

## Biografía
Hijo de Girolamo Riario y de Caterina Sforza, por parte de padre era sobrino nieto del papa Sixto IV y primo del cardenal Raffaele Riario, y por parte de madre, nieto del difunto duque de Milán Galeazzo María Sforza y bisnieto de Gian Galeazzo Sforza.  Fue el segundo de seis hermanos: Ottaviano, que fue obispo de Viterbo; Bianca, casada con el conde Troilo de Rossi; Giovanni Livio, que murió en la infancia; Galeazzo, señor de Imola, y Francesco, obispo de Lucca. 
Fue nombrado obispo de Málaga por el papa León X y con la aprobación del emperador Carlos V, tomando posesión por poderes, el 23 de marzo de 1519, como obispo principal, mientras continuaba como administrador perpetuo del obispado su tío, el cardenal-obispo Rafael Sansoni Riario.  A partir de 1521 aparece como único obispo y administrador diocesano, pero no fue nunca a su sede malacitana.
El 22 de junio de 1522, al comienzo de su mandato y por el tesón del cabildo, se abrían los cimientos de la nueva Catedral de Málaga en un espacio contiguo a la antigua mezquita mayor de la época musulmana adaptada a iglesia de culto cristiano, desde la reconquista de la ciudad.  Las obras dieron comienzo en 1528, y han durado hasta fines del siglo XVIII.
| Predecesor: Rafael Sansoni Riario | Arzobispo de Pisa (Administrador) 1506 - 1518 | Sucesor: Rafael Sansoni Riario     |
| Predecesor: --                    | Patriarca de Alejandría ? – 1506              | Sucesor: Bernardino Carafa         |
| Predecesor: Rafael Sansoni Riario | Obispo de Málaga 1519 – 1540                  | Sucesor: Bernardo Manrique de Lara |